# 겉절이

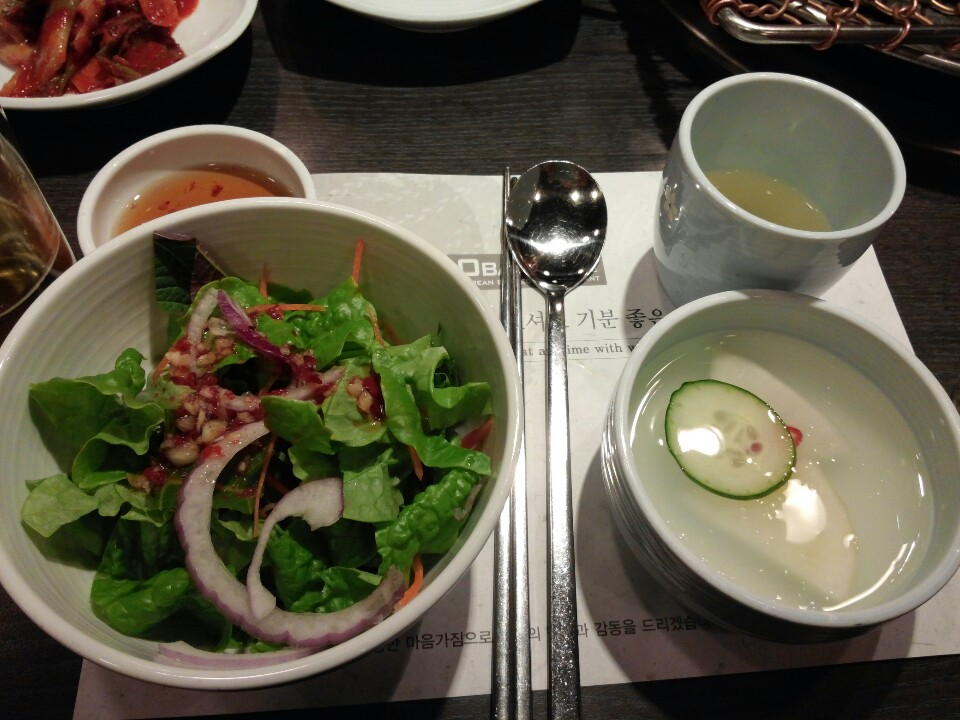
상추와 양파, 고추장 소스를 곁들인 겉절이. 동치미

겉절이는 김치의 한 종류로 배추 등의 채소를 즉시 양념에 무쳐 먹는 반찬이다. 저장을 위해 염장(鹽藏)을 하는 김치와는 달리 겉만 절이기 때문에 맛이 비교적 싱겁다.

## 종류
- 배추 겉절이
- 상추 겉절이
- 오이 겉절이
- 부추 겉절이
- 민들레 겉절이
- 시금치 겉절이

## 같이 보기
- 묵은지